# Corumbaíba
Corumbaíba est une municipalité brésilienne de l'État de Goiás et la microrégion de Catalão.